# Браун, Шэрон
Шэрон Браун (англ. Sharon Rene Brown; род. 1 сентября 1943 года) — американская фотомодель, победительница конкурса красоты Мисс США 1961.

## Биография
Родилась в сельской общине, штат Луизиана, в 1961 году она переехала в приход Уэбстер с родителями, братьями и сёстрами. За годы учёбы в средней школе Шарон Браун была болельщицей с 1958 по 1960 год. В 1961 году она выиграла конкурс Мисс Луизиана и представляла свой штат на конкурсе Мисс США.
Шарон Браун победила, став Мисс США и одновременно став Мисс фотогеничность. Браун также участвовала в Мисс Вселенная 1961, где она стала пятой. Его родной город Минден, провозгласил 25 июля 1961 года, как День Шарон Браун, который был отмечен парадом.

### После участия
В конце года её срока в качестве Мисс США, Шарон Браун начала свою карьеру в качестве модели и телеведущей, появляясь в программе Боба Хоупа на NBC.
В 1962 году она была выбрана Queen of the 28th annual Sugar Bowl в Новом Орлеане.
С 1978 года, проживает в Чикаго, Иллинойс.